# Dirty Dancing (2017)
Dirty Dancing é um telefilme estadunidense de 2017 dirigido por Wayne Blair e escrito por Jessica Sharzer. É um remake do filme de 1987 com o mesmo nome. O filme é estrelado por Abigail Breslin, Colt Prattes, Debra Messing, Bruce Greenwood, Sarah Hyland, Nicole Scherzinger e Tony Roberts. Foi ao ar em 24 de maio de 2017, na ABC.  Em sua transmissão original, o filme foi visto por 6,61 milhões de espectadores com uma classificação Nielsen de 1.4 na faixa etária de 18 a 49 anos e 5 de participação.
Recebeu críticas negativas da maioria dos críticos, embora o desempenho de Scherzinger tenha recebido elogios.

## Sinopse
A cena de abertura se passa na cidade de Nova York em 1975, com a adulta Frances (Abigail Breslin) dizendo que nunca esqueceu seu relacionamento com Johnny (Colt Prattes). No final do verão de 1963, a rica Frances, que está para a faculdade, visita o resort de Kellerman com sua família e se apaixona pelo professor de dança Johnny Castle, da classe trabalhadora. O filme segue de perto o enredo do filme original; embora haja mudanças notáveis:
- Baby planeja estudar medicina, em vez de economia.
- O papel de Marjorie Houseman é significativamente expandido. Sentindo-se alienada pela falta de atenção e afeto de Jake, apesar de seus esforços ativos para envolvê-lo, Marjorie contata um advogado de divórcio e sugere que ela e Jake vivam separados. Como Kellerman é onde Marjorie e Jake se conheceram e se apaixonaram, Jake namora Marjorie e eles fazem sexo, reconciliando-se.
- O papel de Vivian Pressman também é expandido; agora uma divorciada que visita a casa de Kellerman sozinha, ela conta a Marjorie sobre sua intensa solidão à noite. Quando Johnny é acusado de roubo, a propriedade roubada não é mais a carteira do ex-marido de Vivian, mas sim seu relógio, que Johnny rejeitou anteriormente como um presente e que Vivian aparentemente plantou entre seus pertences.
- Lisa rejeita Robbie muito antes no filme. Ela faz amizade com um novo personagem, Marco, o pianista afro-americano do resort. Apesar das objeções de seu chefe Tito, Marco ensina Lisa a tocar ukulele e se apresenta com ela no show de talentos. Tito e Max reconhecem que o mundo está mudando para melhor.

Uma narrativa moldura é adicionada. Em 1975, Frances vai ao "Dirty Dancing", um show da Broadway coreografado por Johnny e inspirado por um livro que Frances escreveu. A fé de Frances em Johnny deu-lhe confiança para seguir uma carreira. Frances é casada e tem uma filha. Frances tem uma aula de dança semanal; ela e Johnny se encorajam a continuar dançando.

## Elenco
- Abigail Breslin como Frances "Baby" Houseman
- Colt Prattes como Johnny Castle
- Sarah Hyland como Lisa Houseman
- Nicole Scherzinger como Penny
- Tony Roberts como Max Kellerman
- J. Quinton Johnson como Marco
- Shane Harper como Robbie Gould
- Trevor Einhorn como Neil Kellerman
- Beau Casper Smart como Billy Kostecki
- Katey Sagal como Vivian Pressman
- Billy Dee Williams como Tito Suarez
- Bruce Greenwood como Dr. Jake Houseman
- Debra Messing como Marjorie Houseman

## Produção
Em janeiro de 2011, a Lionsgate anunciou que Kenny Ortega, o coreógrafo do filme Dirty Dancing de 1987, dirigiria seu remake; no entanto, o projeto foi arquivado no ano seguinte. Em dezembro de 2015, a ABC e a Lionsgate Television anunciaram um remake de três horas do filme, que não seria ao vivo e seria na mesma linha de The Rocky Horror Picture Show: Let's Do the Time Warp Again, um remake do filme de 1975 com o mesmo nome. O remake foi dirigido por Wayne Blair e o roteiro foi escrito por Jessica Sharzer. Allison Shearmur foi anexado ao projeto como produtora executiva.

### Elenco
Abigail Breslin foi oficialmente nomeada Baby, enquanto o estúdio aprovaria o projeto após mais uma escalação; este papel foi originalmente desempenhado porJennifer Grey. Em janeiro de 2016, a ABC oficialmente deu luz verde ao projeto depois que Debra Messing foi escalada como a mãe de Baby. No mês seguinte, após um longo processo de audição, o dançarino Colt Prattes foi anunciado como Johnny, o papel originalmente desempenhado por Patrick Swayze. Em março de 2016, foi anunciado que Nicole Scherzinger co-estrelaria como Penny, a parceira de dança de Johnny, ao lado de Sarah Hyland como Lisa Houseman, irmã de Baby, e Bruce Greenwood como Dr. Jake Houseman, pai de Baby. Billy Dee Williams como Tito, o líder da banda, Shane Harper como Robbie, se juntou ao elenco do filme ao lado de Beau “Casper” Smart e J. Quinton Johnson. Mais tarde naquele mês, Trevor Einhorn foi escolhido para interpretar Neil Kellerman. Em abril de 2016, Katey Sagal e Tony Roberts foram escalados, respectivamente, como Vivian Pressman e Max Kellerman.

### Filmagens
As filmagens foram feitas em Hendersonville, Carolina do Norte. A maioria dos locais de filmagem foi no oeste da Carolina do Norte, incluindo Hendersonville, Asheville, Cashiers e Saluda, com as filmagens ocorrendo em abril e maio de 2016. Pessoas que viviam na área de Hendersonville serviram como membros da equipe, extras e dançarinos, e eles foram convidados a fornecer carros da década de 1960. Muitas das filmagens aconteceram no High Hampton Inn em Cashiers, bem como no Kanuga Conference Centre em Hendersonville. Ele criou cerca de 1.225 empregos, incluindo 900 figurantes, 30 membros do elenco e 225 cargos na equipe para apoiar o projeto.

## Marketing
O pôster oficial foi revelado em março de 2017 e apresenta Breslin e Prattes em um abraço de sua dança final no filme. Um trailer de 30 segundos foi lançado um mês antes do lançamento do filme para a televisão.

## Trilha sonora
| Dirty Dancing: Original Television Soundtrack |                                       |                                                                                         |         |  |
| N.º                                           | Título                                | Artistas                                                                                | Duração |  |
| 1.                                            | "Be My Baby"                          | Bea Miller                                                                              | 2:44    |  |
| 2.                                            | "Big Girls Don't Cry"                 | Karmin                                                                                  | 2:20    |  |
| 3.                                            | "Love Man"                            | J. Quinton Johnson                                                                      | 2:19    |  |
| 4.                                            | "Do You Love Me"                      | Colt Prattes, Nicole Scherzinger & Johnson                                              | 2:45    |  |
| 5.                                            | "Fever"                               | Katey Sagal & Prattes                                                                   | 3:21    |  |
| 6.                                            | "When I’m Alone"                      | Johnson                                                                                 | 2:44    |  |
| 7.                                            | "Wipe Out"                            | American Authors com Lindsey Stirling                                                   | 2:31    |  |
| 8.                                            | "Hungry Eyes"                         | Greyson Chance                                                                          | 3:42    |  |
| 9.                                            | "Hey Baby"                            | Lady Antebellum                                                                         | 2:24    |  |
| 10.                                           | "Whole Lotta Shakin' Goin' On"        | Scherzinger & Abigail Breslin                                                           | 3:07    |  |
| 11.                                           | "Cry To Me"                           | Seal                                                                                    | 2:50    |  |
| 12.                                           | "They Can't Take That Away From Me"   | Debra Messing                                                                           | 2:29    |  |
| 13.                                           | "Love Is Strange"                     | Breslin & Prattes                                                                       | 3:01    |  |
| 14.                                           | "They Can’t Take That Away (Reprise)" | Bruce Greenwood                                                                         | 2:00    |  |
| 15.                                           | "She's Like the Wind"                 | Calum Scott                                                                             | 3:25    |  |
| 16.                                           | "Don’t Think Twice It’s Alright"      | Sarah Hyland & Johnson                                                                  | 3:39    |  |
| 17.                                           | "(I've Had) The Time of My Life"      | Elenco de Dirty Dancing com Prattes, Breslin, Johnson, Scherzinger, Messing & Greenwood | 5:07    |  |
| Duração total:                                | Duração total:                        | Duração total:                                                                          | 50:28   |  |

## Recepção

### Recepção critica
No Rotten Tomatoes, o filme tem uma taxa de aprovação de 19% com base em 21 críticas, com uma classificação média de 3.9/10. O consenso crítico diz: "O elenco inteligente não pode salvar Dirty Dancing, um remake vazio que tropeça em suas próprias boas intenções." No Metacritic, o filme recebeu uma pontuação de 39 em 100 com base em 16 críticos, indicando "críticas geralmente desfavoráveis".
Kimberly Roots da TVLine deu a Dirty Dancing um D, afirmando: "Ao adicionar elementos desnecessários e transformar Dirty Dancing em um musical, a ABC prova que não saberia o que tornou o filme original especial se os atingisse no pachanga."
Mae Abdulbaki, do theyoungfolks.com, deu a Dirty Dancing um 3 (de 10), afirmando que "Refazer um dos filmes mais populares e amados da história do cinema parece quase desrespeitoso em muitos níveis. Ir para o remake do filme para TV de Dirty Dancing com uma mente clara e aberta, imaginei que se pelo menos a dança fosse boa, então havia algo para desfrutar. No entanto, a versão atualizada nem mesmo atende às expectativas mais baixas e vai além do medíocre para cair no absolutamente terrível. O filme é lento e monótono, os atores principais não têm química alguma e o aspecto musical não acrescenta nada ao filme”.
Sonia Saraiya da Variety declarou em sua crítica negativa: "Um remake mal concebido do filme de 1987 não retém nada da paixão, habilidade ou diversão do original."

## Audiência
Dirty Dancing teve em média uma avaliação de 1.3 em adultos de 18 a 49 e 6.6 milhões de espectadores, transmitindo das 20h às 23h. O remake deu à ABC sua quarta-feira mais assistida em quase sete meses, mas também foi considerado uma decepção nas avaliações e perdeu a noite para o final da temporada CBS de Survivor.